# Guido Acklin
Guido Acklin   (Herznach, 21 de novembre de 1969) és un pilot de bob suís, ja retirat, que va competir durant les dècades de 1990 i 2000.
El 1994 va prendre part en els Jocs Olímpics d'Hivern de Lillehammer. Fent parella amb Reto Götschi guanyà la medalla de plata en la cursa de bobs a dos del programa de bobsleigh. Quatre anys més tard, als Jocs de Nagano, no pogué repetir l'èxit aconseguit a Lillehammer i fou sisè en la mateixa prova. El 2002, a Salt Lake City, va disputar els seus tercers i darrers Jocs, on fou sisè en la prova del bobs a quatre.
En el seu palmarès també destaquen dues medalles al Campionat del món de bob, una d'or i una de bronze el 1996 i 1997. Al Campionat d'Europa de bob guanyà sis medalles, tres d'or, una de plata i dues de bronze entre 1995 i 1999. A nivell nacional guanyà nou campionats suïssos de bobs a 2 i dos en bobs a 4.